# グリグリ (漫画)
『グリグリ』は、つのだじろうによる日本の漫画作品。『週刊少年サンデー』（小学館）において、1967年に連載された。全29話。前作『怪虫カブトン』の脇役だったグリグリを主人公にして、話毎に違った役回りで描く。
貝が主人公で「愛」がテーマ、つのだの思想的バックグラウンドを反映した作品の一つ。グリグリは気の弱い、しかし憎めない愉快犯的なイタズラをする子供をモチーフとして用いている。
キャラクターとしてのグリグリは『怪虫カブトン』、本作の他、『小学一年生』（小学館）において1977年から1978年まで連載された『グリグリジャイアンツ』でも描かれた。

## 単行本
1969年1月16日に「サンコミックス」（朝日ソノラマ）から単行本全1巻が発売されたが絶版、現在はebookJapanから電子書籍が配信されている（全1巻）。